# The Desire of the Moth
The Desire of the Moth er en amerikansk stumfilm fra 1917 af Rupert Julian.

## Medvirkende
- Ruth Clifford som Stella Vorhis.
- Monroe Salisbury som Christopher Roy.
- W.H. Bainbridge som Vorhis.
- Rupert Julian som John Wesley Pringle.
- Milton Brown som Matt Lisner.